# Béton léger
Le béton léger ou béton allégé est un béton de ciment avec une masse volumique à sec inférieure à celle d'un béton normal. Ce béton peut contenir un pourcentage volumique important de granulats légers ou peut être rendu cellulaire par aération ou moussage. 

## Types
Une distinction est faite entre les différents types de bétons légers :
| Béton | Béton                     | Source de l'allègement                                                       | Masse volumique (kg/m3) |
| --- | ------------------------- | ---------------------------------------------------------------------------- | ----------------------- |
| Béton cellulaire : terme générique désignant un béton comportant un nombre important de petites alvéoles remplies d’air (NF EN ISO 9229) | Béton gaz                 | Utilisation d’un agent gonflant réactif et autoclavage                       | 90 – 550                |
| Béton cellulaire : terme générique désignant un béton comportant un nombre important de petites alvéoles remplies d’air (NF EN ISO 9229) | Béton mousse              | Utilisation de tensioactifs et malaxage adapté                               | 400 – 2000              |
| Béton caverneux | Béton caverneux           | Sous dosage de la pâte par rapport au volume de vide du squelette granulaire | 800 – 1000              |
| Béton de granulats légers | Béton de granulats légers | Granulat léger                                                               | 800 – 2100              |

## Propriétés
Par rapport au béton normal, le béton léger est caractérisé, en plus d'une masse volumique plus faible, par une conductivité thermique plus faible. Par conséquent, il a une meilleure isolation thermique.
Hormis le béton caverneux, les bétons légers peuvent se travailler comme le bois à la scie, au vilebrequin et supporter le clouage.
La résistance mécanique de la majorité des bétons légers est plus faible de celle des bétons normaux équivalents.

## Utilisations
Les différents types de béton léger sont utilisés pour alléger des structures ou pour isoler thermiquement des bâtiments.